# Утаґава Йосіїку
Утаґава Йосіїку (1833 — 6 лютого 1904) — японський художник жанру укійо-е кінця періоду Едо і доби Мейдзі. Відомий під псевдонімами Отіаї Йосіїку, Кейсай Йосіїку, Іккейсай Йосіїку, Тьокаро і Сяракусай

## Життєпис
Походив з родини власника чайного будинку в кварталі Йосівара. Справжнє ім'я Отіаї Ікудзіро. Народився 1833 року в Едо. В дитинстві поступив на роботу до власника ломбарду. Тут захопився малювання. 1849 року поступив учнем до художника Утаґава Кунійосі. Останній надав йому ім'я Йосіїку. після смерті вчителя у 1861 році взяв прізвище Утаґава.
У 1872 році працював в газеті «Токіо Нітініті сімбун» («Токійські щоденні новини»). 1874 року критики назвали Йосіїку одним з трьох (разом з Каванабе Кійосай і Тойохара Кунітіка) значущих майстрів жанру укійо-е. У 1875 році стає карикатуристом в «Токіо Ейрі сімбун» («Токійські ілюстровані новини»), співзасновником якої став сам. У 1889 року повертається до створення гравюр. Остання відома праця Утаґава Йосіїку відноситься до 1903 року.

## Творчість
Творчість дуже різноманітно: портрети жінок (бідзінга) і відомих акторів (якуса-е), військово-історичні серії — муся-е («Тайхейкі» — спільно з Утаґава Йосіцуя, 1867 рік, складалася з 50 гравюр) та зображення відомих історичних особистостей або подій («Напад Соґа-ґоро на Сукецуне», 1860 рік), сюжети літературних творів («Ґендзі моноґатарі», 1861 рік), жанрові замальовки, афіші театральних вистав, міські види, зображення різних тварин.
З кінця 1860-х років займався новим видом ксилографії — «різнокольоровими новинами» (ньюс нісікі-е), газетними ілюстраціями на теми історій про вбивства і крадіжки, примар і зникнення людей, нещасливе кохання тощо. Найбільш відомими серед робіт в цій серії є «Двадцять вісім вбивств з віршами» (спільно з Цукіока Йосітосі), «Комічний запис японської історії» і «Різні моменти повсякденного життя звичайних людей». Малював карикатури та юмористичні картинки на актуальні теми.